# Łęczenko
Łęczenko (niem. Lenzen-Wiesenhof) – osada w Polsce położona w województwie zachodniopomorskim, w powiecie białogardzkim, w gminie Białogard.
W latach 1975–1998 osada należała do województwa koszalińskiego. W roku 2007 osada liczyła 13 mieszkańców. Osada wchodzi w skład sołectwa Łęczno.

## Geografia
Osada leży ok. 1 km na północ od Łęczna, przy trasie byłej linii wąskotorowej Białogard – Lepino.

## Komunikacja
Najbliższy przystanek komunikacji autobusowej znajduje się w Łęcznie.
We wsi był przystanek kolejowy Łęczenko.